# Khanasir (nahija)
Nahija Khanasir (ar. ناحية خناصر) je nahija u okrugu as-Safira, u sirijskoj pokrajini Alep. Površina nahije je 1.603,98 km2. Po popisu iz 2004. (prije rata), nahija je imala 17.618 stanovnika. Administrativno sjedište je u naselju Khanasir.